# Стаматіос Клеантіс

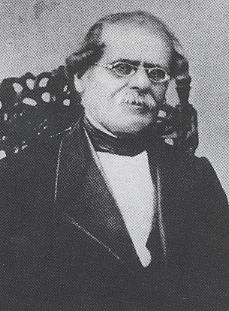
Стаматіос Клеантіс

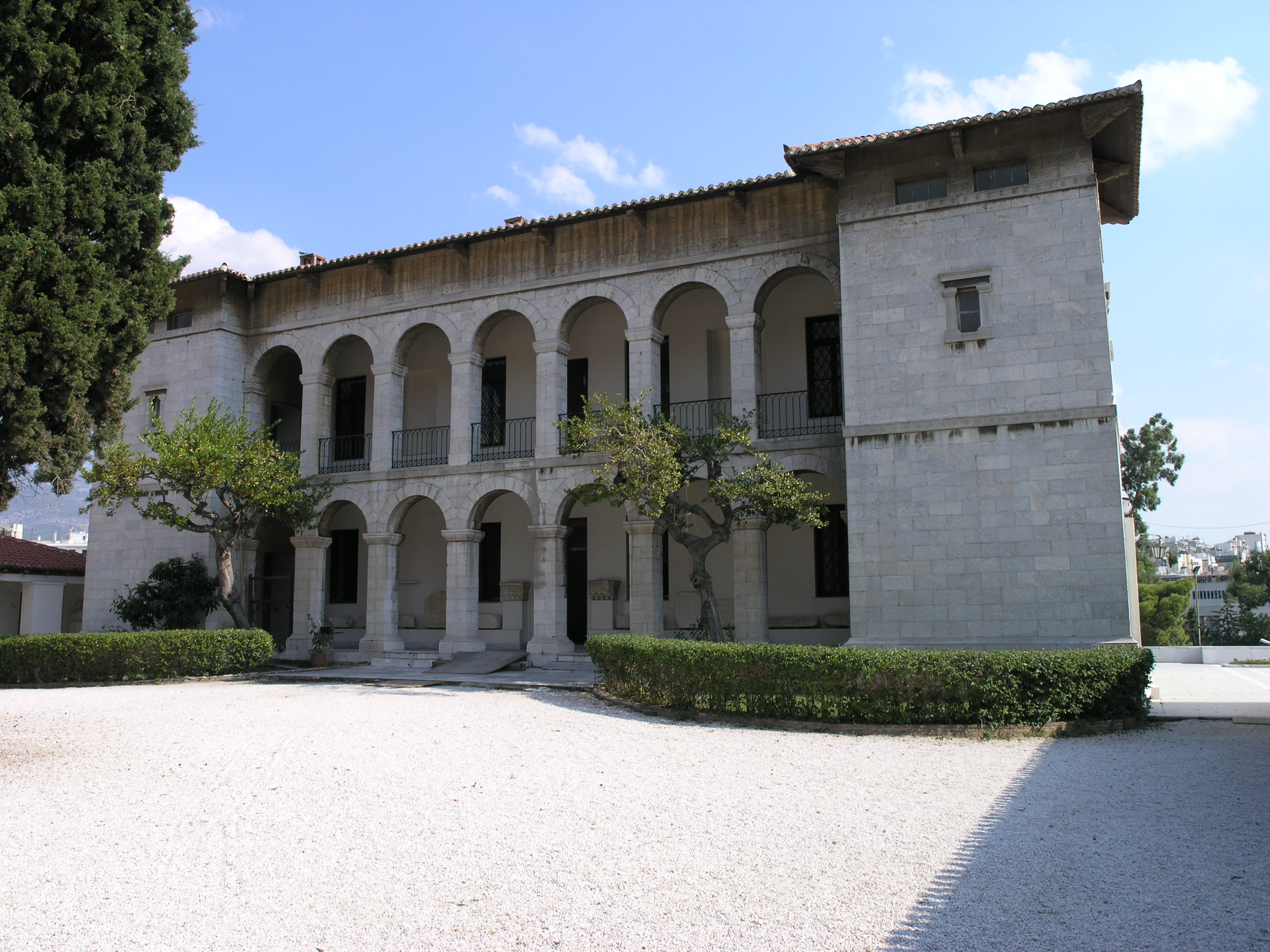
Вілла Іліссія по проспекту Королеви Софії, 22

Стаматіос Клеантіс, інколи Стаматіс Клеантіс (грец. Σταμάτης Κλεάνθης, 1802, Вельвентос — 1862, Афіни) — грецький архітектор, автор плану забудови Афін 1830-х років.

## Біографія
Стаматіос Клеантіс народився 1802 року в місті Вельвентос, Козані. В юності переїхав до Бухареста, де навчався у грецькій школі. 1821 року повернувся в Грецію і взяв участь у повстанні проти османського панування на чолі з Олександром Іпсіланті, потрапив у полон в битві при Драгашанах. Після втечі з полону вирушив до Відня, а потім у Лейпциг, де вивчав архітектуру. Після цього він продовжив свої дослідження в Берліні під керівництвом Карла Фрідріха Шинкеля.
Після закінчення навчання він повернувся зі своїм колегою і другом Едуардом Шубертом до Греції, де вони Іоанніс Каподистрія призначив їх громадськими інженерами. 1832 року вони створили новий план забудови Афін, який передбачав закладку широких проспектів, садів і великих громадських будівель. Також Клеантіс дав перші назви вулицям Афін. Цей план однак спростив Лео фон Кленце, оскільки порахував його надто дорогим. Після невирішених розбіжностей з адміністрацією, Стаматіос Клеантіс пішов зі свого посту.
Пізніше він працював на мармурових кар'єрах острова Парос, де також здобув успіхів та пошану: мармури з його кар'єру 1851 року здобули золоту медаль на Всесвітній виставці в Лондоні. Однак 1862 року в результаті нещасного випадку в кар'єрі отримав серйозні поранення, був доставлений до Афін, де помер.

## Пам'ять
В Афінах встановлений бюст Стаматіосу Клеантісу роботи скульптора Фаніса Сакелларіу.

## Відомі роботи
Стаматіос Клеантіс відомий не тільки як автор плану забудови Афін, за його проектами зведено кілька відомих будівель в Афінах. Серед них Вілла Іліссія по проспекту Королеви Софії, в якій нині розташований Візантійський і християнський музей. Вілла належала Софії Лебрун, герцогині Плезанській, і використовувалася як зимова резиденція. Афінський університет первісно розміщувався у будівлі, запроектованій Клеантісом, в історичному районі Плака. В ній нині базується Музей Афінського університету.